# لواء (وحدة عسكرية)
اللواء هو وحدة عسكرية تتألف من 2 إلى 5 كتائب وعدد أفرادها من 3,000 إلى 5,000 فرد ويعتمد هذا على المنطقة وجنسية الجيش عادة ما يكون اللواء جزء من الفرقة العسكرية ويتكون من أكثر من كتيبتين وتوجد بعض الألوية المستقلة والتي تعمل بشكل منفصل عن تركيبة الفرق العسكرية التقليدية ويقودها عادة ضابط برتبة عميد أو لواء.

## مجموعة لواء
في العادة يتكون اللواء من ثلاث كتائب وسرية قيادة، أي ان لواء المشاة يتكون من ثلاث كتائب مشاة وسرية خدمات للواء وعدد يختلف في كثير من الدول.وهو اصغر وحدة مقاتلة مستقلة عن الفرقة.ولكن في الجيوش الحديثة يكون هناك مجموعة لواء، أي ان مجموعة لواء المشاة يتكون من ثلاث كتائب مشاة أساسية تضاف اليه كتيبة دروع من الدبابات وكتيبة مدفعية وكتيبة خدمات تسمى كتيبة الامداد والتموين تخدم جميع الكتائب من طب وتموين وصيانة ونقل واتصالات.تكون مجموعة اللواء أكثر استقلالاً لاي مهمة.
| الرقم  | الوحدة                  | وحدة جيش                       | القائد             | تكوين الوحدة                                                    | عدد أفرادها                 |
| ------ | ----------------------- | ------------------------------ | ------------------ | --------------------------------------------------------------- | --------------------------- |
| Ø      | قسم                     | N/A                            | جندي أول إلى عريف  | قسم مشاة صغير                                                   | 2 إلى 4                     |
| •      | جماعة أو طاقم           | 2+ fireteams or 1+ cell        | عريف إلى رقيب      | قسم مشاة صغير                                                   | من 8 إلى 12                 |
| ••     | حظيرة                   | SQUAD , CREW , PATROL ,SECTION | رقيب إلى مساعد أول | قسم مشاة صغير                                                   | من 8 إلى 12                 |
| •••    | فصيلة                   | PLATOON , TROOP                | ملازم إلى نقيب     | من 2+ جماعات-حظائر                                              | من 26 إلى 55                |
| I      | سرية                    | COMPANY                        | نقيب إلى رائد      | من 2 إلى 8 فصائل                                                | من 80 إلى 255               |
| II     | كتيبة                   | BATTALION                      | رائد إلى عقيد      | من 2 إلى 6 سرايا                                                | من 300 إلى 1,300            |
| III    | فوج                     | Regiment                       | مقدم إلى عميد      | 2+ كتيبة                                                        | من 1,000 إلى 3,000          |
| X      | اللواء                  | BRIGADE                        | عقيد إلى عميد      | من 3 - 6 كتائب                                                  | من 3,000 إلى 5,000          |
| XX     | فرقة                    | DIVISION                       | عميد أو لواء       | من 2 إلى 4 ألوية                                                | من 10,000 إلى 30,000        |
| XXX    | فيلق                    | CORPS                          | لواء أو فريق       | من 2+ فرق                                                       | من 40,000 إلى 80,000        |
| XXXX   | جيش                     | FIELD ARMY                     | فريق أو فريق أول   | من 2 - 4 فيالق                                                  | من 100,000 إلى 200,000      |
| XXXXX  | مجموعة جيوش، جبهة حربية | ARMY GROUP , FRONT             | فريق أول أو مشير   | من جيشين أو أكثر وما يلحق بهما من طيران أو بحرية أو قوات صواريخ | من 400,000 إلى 1,000,000    |
| XXXXXX | مسرح حرب، منطقة عسكرية  | COMMAND                        | فريق أول أو مشير   | من أربع مجموعة جيوش                                             | من 1,000,000 إلى 10,000,000 |

## حسب البلد

### الأرجنتين
يتألف اللواء النموذجي في الجيش الأرجنتيني من سرية قيادة، وكتيبتين أو ثلاثة كتائب (وتحمل اسم فوج لأسباب تاريخية) من السلاح الرئيسي للواء (سواء أكانوا مشاة أو خيالة مدرعة)، والذي يأخذ اسمه منها (آلي، أو مدرع، أو محمول جوًا، أو جبلي، أو حرجي)، فضلًا عن كتيبة واحدة من السلاح الآخر، وفرقة أو فرقتين لسلاح المدفعية، وكتيبة أو سرية هندسية، وسرية إشارة، وسرية استخباراتية، وشعبة طيران عسكري، وكتيبة لوجستية. كذلك تضم الألوية الجبلية سرية للقوات الخاصة تدعى «قوات الصاعقة الجبلية». عادةً ما يكون اللواء تحت قيادة عميد أو عقيد أكبر، والذي قد يرقى إلى رتبة فريق أول خلال فترة توليه قيادة اللواء.

### أستراليا
في الجيش الأسترالي، لطالما كان اللواء أصغر تشكيل تكتيكي، إذ تكون الأفواج عبارةً عن مجموعات إدارية من الكتائب (في سلاح المشاة) أو وحدات بحجم الكتائب (في سلاح الخيالة). قد يتكون اللواء النموذجي من نحو 5,500 شخص موزعين على كتيبتين من سلاح المشاة الآلي، وفوج مدرع واحد، وفوج مدفعية مدرع، ووحدات لوجستية وهندسية أخرى. عادةً ما يكون اللواء تحت قيادة ضابط برتبة عميد، والذي يشار إليه بلقب «قائد اللواء».

### فرنسا
في 1 يناير عام 1791، استبدلت فرنسا مصطلح «فوج» الذي كان مرتبطًا بالنظام الملكي السابق بمصطلح «لواء نصفي».
استبدلت فرنسا فرقها العسكرية بالألوية (على سبيل المثال، أصبحت الفرقة المدرعة الثانية تعرف باسم اللواء المدرع الثاني) في عام 1999. وفي عام 2016، تقرر إعادة تشكيل فرقتين (الأولى والثالثة)، واللتين تألفتا من أربع ألوية وثلاثة ألوية على التوالي ليصل مجموعها إلى سبع ألوية: اثنان مدرعان، واثنان «وسطيان»، ولواءان خفيفان (اللواء الألبي واللواء المظلي)، بالإضافة إلى اللواء الفرنسي-الألماني. كذلك ثمة لواء محمول جوًا يتبع لقيادة الطيران العسكري.

تعمل الألوية في المقام الأول بمثابة قوات دعم خلال أوقات السلم. أما الوحدات المنتشرة (المجموعات القتالية وفرق العمل) فهي عبارة عن وحدات بحجم الكتائب توفرها الأفواج المشكلة للألوية.

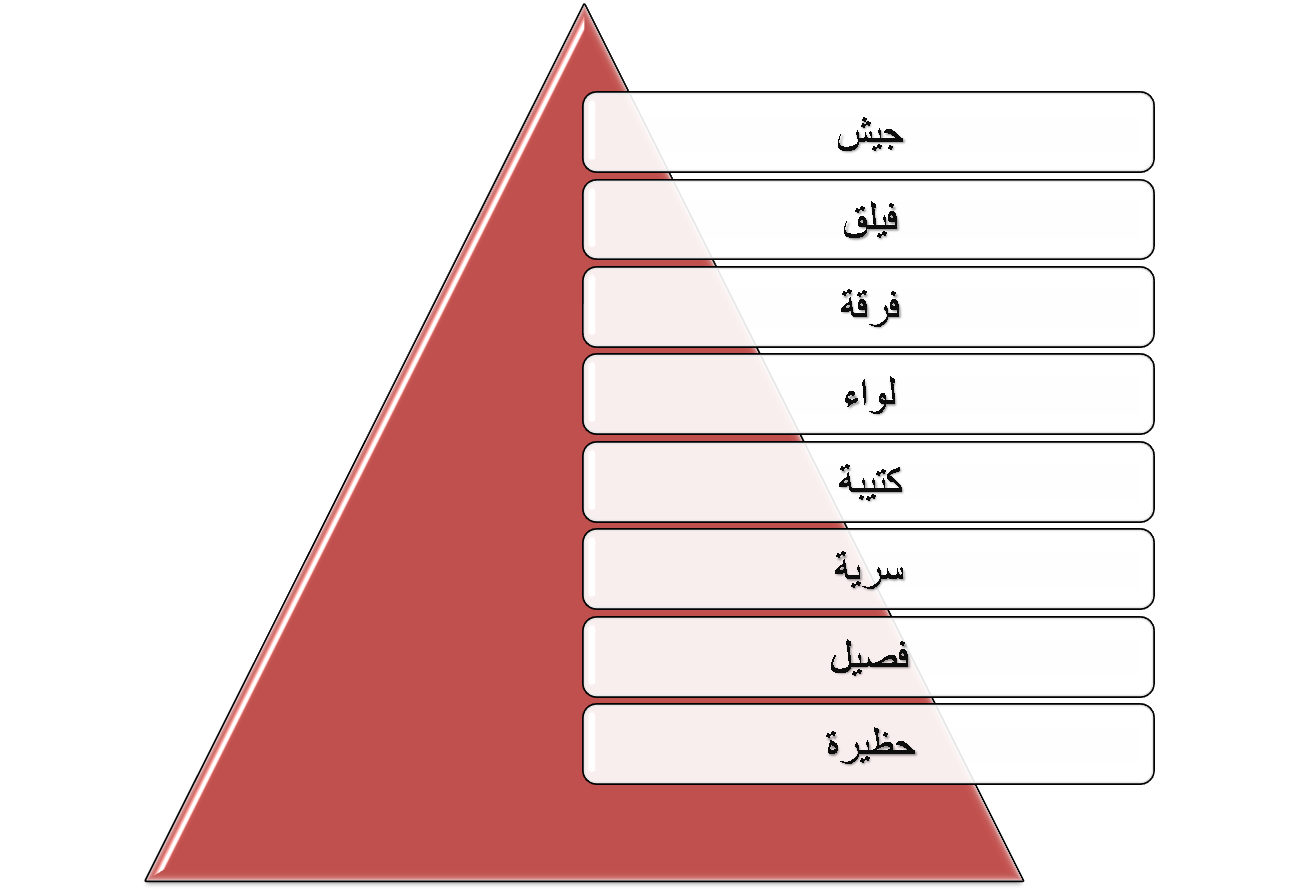
التسلسل الهرمي للجيش

### الهند
يتكون اللواء في الجيش الهندي من قيادة عسكرية، وثلاث كتائب، بالإضافة إلى وحدات دعم. ويقودها ضابط عسكري برتبة عميد (قائد يحمل رتبة نجمة واحدة).

### النرويج
يعد لواء الشمال النواة الرئيسية للجيش النرويجي، والذي يتكون من ثماني كتائب، منها أربع كتائب قتالية (واحدة منها لسلاح المشاة، وواحدة لسلاح المشاة الآلي، وواحدة مدفعية، وواحدة مدرعة)، والباقي عبارة عن أنواع مختلفة من كتائب المساندة.
أرِيد من الألوية أن تكون على جاهزية للقتال في جميع الأوقات. تحتوي الكتائب القتالية على نسبة كبيرة من الجنود المحترفين (المتخصصين). كذلك يهدف الحجم الكبير نسبيًا الذي يميز قوة المساندة الجاهزة للقتال إلى رفد وحدة الدفاع عن الوطن، وهي قوة احتياطية كبيرة الحجم مؤلفة من جنود مشاة، وذلك بالإضافة إلى تأدية دورها في مؤازرة قوات التعاون الدولي (على غرار حلف الناتو) في حالة حدوث غزو.

### اليابان
الألوية في قوة الدفاع الذاتي البرية اليابانية هي تشكيلات مختلطة الأسلحة وتشبه الفرق العسكرية. ثمة ثمانية ألوية في قوات الدفاع الذاتي البرية اليابانية، وبعضها تشكل عن فرق سابقة. يتألف اللواء في قوة الدفاع الذاتي البرية اليابانية مما يتراوح من 3,000 إلى 4,000 جندي، والذين يقعون تحت قيادة لواء.
- اللواء الأول المحمول جوًا المتمركز في معسكر ناراشينو في مدينة فوناباشي بمحافظة تشيبا.
- اللواء الخامس المتمركز في معسكر أوبيهيرو في مدينة أوبيهيرو، المسؤول عن الدفاع عن شمال شرق هوكايدو.
- اللواء الحادي عشر المتمركز في معسكر ماكوماني في مدينة سابورو، المسؤول عن الدفاع عن جنوب غرب هوكايدو.
- اللواء الثاني عشر (الهجوم الجوي) المتمركز في معسكر سوماغاهارا في قرية شنتو، المسؤول عن الدفاع عن محافظات غونما، وناغانو، ونيغاتا، وتوتشيغي.
- اللواء الثالث عشر المتمركز في بلدة كايتا، المسؤول عن الدفاع عن منطقة تشوغوكو.
- اللواء الرابع عشر المتمركز في مدينة زينتسوجي، المسؤول عن الدفاع عن شيكوكو.
- اللواء الخامس عشر المتمركز في مدينة ناها، المسؤول عن الدفاع عن محافظة أوكيناوا.
- لواء الانتشار السريع البرمائي المتمركز في معسكر آينورا في مدينة ساسيبو بمحافظة ناغاساكي، وهو عبارة عن قوة برمائية مجهزة للانتشار من السفن عند الحاجة.[7]

### باكستان

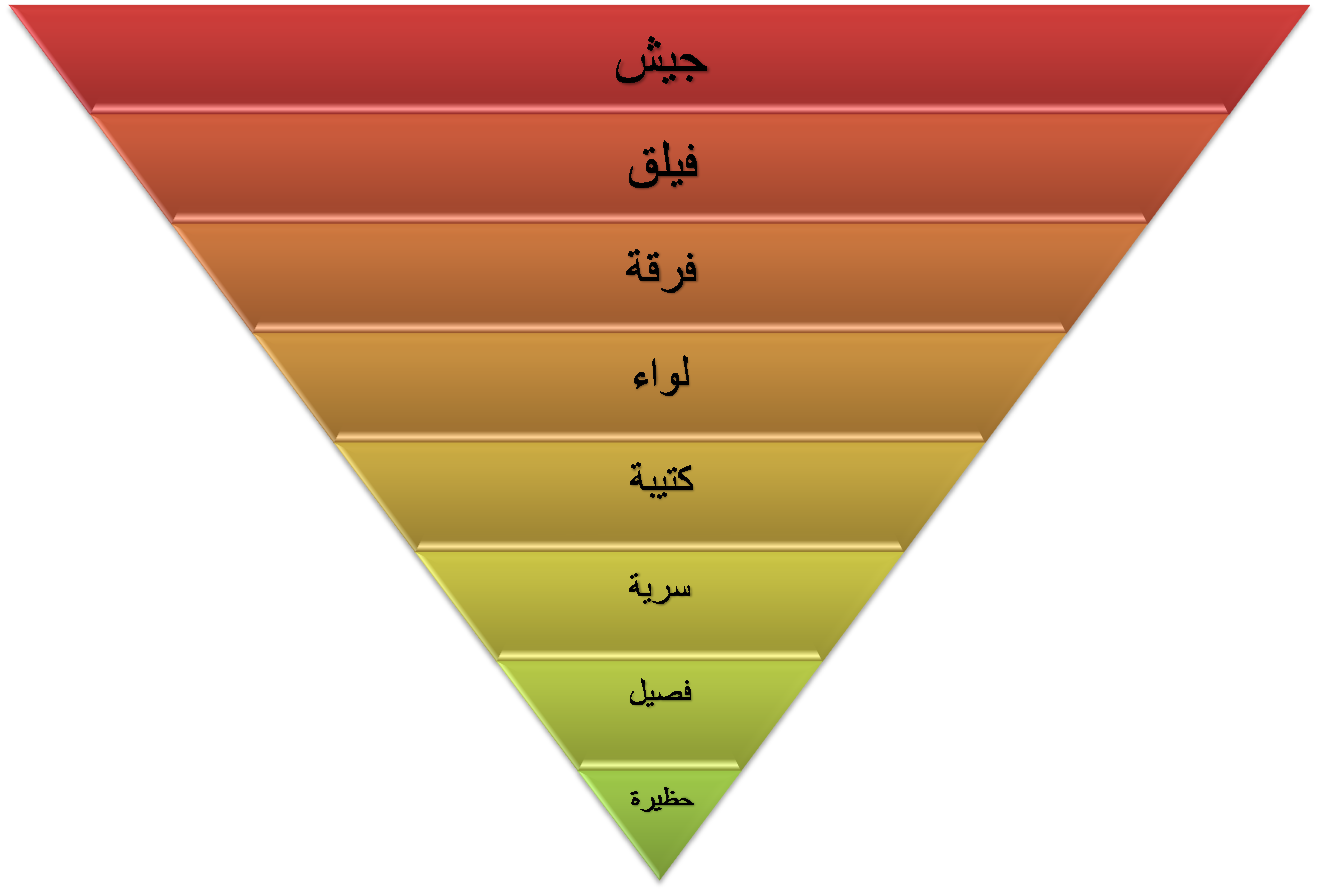
التسلسل في حجم وحدات الجيش

يقع اللواء تحت قيادة عميد، ويتألف من ثلاث كتائب أو أكثر من الوحدات العسكرية التي تختلف باختلاف الوظيفة التي تؤديها. بصفة رئيسية، يتكون اللواء المستقل من وحدة مدفعية، ووحدة مشاة، ووحدة مدرعة، ووحدة لوجستية لمساندة عملياته. لا يشكل مثل هكذا لواء جزءًا من أي فرقة عسكرية، ويتبع للقيادة المباشرة للفيلق.
ثمة سبعة ألوية مدرعة مستقلة، وسبعة ألوية هندسية، وثمانية ألوية دفاع جوي. تتمتع الألوية المدرعة وألوية المشاة المستقلة بالصلاحية التي تمكنها من تنفيذ عمليات مسهبة دون الاعتماد على قيادة أعلى للدعم اللوجستي قصير الأمد أو الدعم المباشر بالضرورة. ويمكن استخدامها في الهجوم المضاد، أو استغلال التقدم، أو التحرك السريع لتعزيز التشكيلات الواقعة تحت الضغط.

### جمهورية الصين
كان لواء لو (旅) عبارة عن تشكيل عسكري في الجيش الوطني الثوري التابع للجمهورية الصينية. تتألف ألوية المشاة والخيالة من فوجين للمشاة. استغني عن اللواء التابع لفرقة المشاة لصالح الفوج بهدف تبسيط هيكل القيادة بعد إصلاحات عام 1938.

### المملكة المتحدة
حظيت الألوية، التي مارست دورًا ميدانيًا وليس دورًا إداريًا إقليميًا، بتسمية ورقم محددين منذ القرن التاسع عشر (على غرار لواء سلاح الفرسان أو لواء سلاح المشاة). أضحت أرقام الألوية منذ نهاية الحرب العالمية الثانية مميزة ولم ترقم طبقًا لنوعها. عادةً، لا تتولى الألوية التابعة للفرق العسكرية قيادة وحدات المساندة القتالية ووحدات الخدمات القتالية، وظلت هذه الوحدات تحت قيادة الفرقة على الرغم من أنها قد تكون مرتبطة بلواء معين بصورة دائمة (وذلك بصفتها «مجموعة تابعة للواء»). ومن الناحية التاريخية، تألفت ألوية المشاة أو الفرسان المدرعة في العادة من ثلاث أو أربع كتائب قتالية مزودة بالسلاح، ولكن أصبحت الألوية الأكبر شائعةً في الوقت الحاضر، غير أنها تضخمت أكثر بعد رفد الأفواج المدفعية والهندسية المرتبطة بها.
ظل رئيس أركان اللواء يعرف باسم رائد اللواء حتى عام 1918. كانت ألوية الجيش البريطاني تقع في العادة تحت قيادة ضباط يحملون رتبة عميد (وهو ما يعادل رتبة النجمة الواحدة في الجيش الأمريكي) قبل عام 1922، وبعد ذلك التاريخ، أصبح قائد اللواء منصبًا عين فيه الضباط الحاملين لرتبة عميد، وصنفت هذه الرتبة آنذاك تحت فئة الضباط الميدانيين وليس الضباط العامين. والحال كذلك في جميع أنحاء العالم في يومنا هذا.
كذلك كان مصطلح «لواء» («فرق الألوية» 1885-1903) يستخدم للإشارة إلى وحدة عسكرية بحجم كتيبة في سلاح المدفعية الملكي خلال الفترة الممتدة من عام 1859 حتى عام 1938. ويرجع السبب في ذلك إلى أن وحدات المدفعية كانت تتألف من مدخرات مرقمة بصورة فردية، والتي جمِعت معًا في لواء واحد، وذلك على عكس كتائب المشاة وأفواج سلاح الفرسان، والتي كانت تأسيسية. كان قادة هذه الألوية يحملون رتبة مقدم. في عام 1938، اعتمدت المدفعية الملكية مصطلح «فوج» للإشارة إلى هذا الحجم من الوحدات، وأصبح استخدام مصطلح «لواء» يقتصر على معناه المعهود، ولا سيما عند الإشارة إلى مجموعات أفواج المدفعية المضادة للطائرات الواقعة تحت قيادة عميد.